# Spielwald
Spielwald war ein Einzelgehöft im gleichnamigen Wald nordöstlich von Kirchenkirnberg, einem Ortsteil der Stadt Murrhardt im baden-württembergischen Rems-Murr-Kreis. Über die Wüstung ist heute nicht mehr viel bekannt.

## Lage
Spielwald stand nahe an der Grenze der Gemeinde Fichtenberg und somit dicht an der ehemaligen Grenze des Oberamts Gaildorf, weniger als 300 Meter nordwestlich von Glattenzainbach über dem linken Hang des Glattenzainbach-Tals. Das Gelände der einstigen Siedlung ist heute noch als Lichtung im Wald gut erkennbar, auch den einstigen Zufahrtsweg gibt es noch.

## Geschichte
Spielwald entstand auf einer Rodungsinsel im Waldgewann Spielwald. Um 1830 umfasste der Ort ein Haus und mehrere kleinere Nebengebäude. Mitte des 19. Jahrhunderts (1845) hatte er noch 20 Einwohner, die alle evangelischer Konfession waren. Anfang des 20. Jahrhunderts wurde die Siedlung aufgegeben.

### Einwohnerentwicklung
- 1810: 12 Einwohner[2]
- 1845: 20 Einwohner
- 1886: 8 Einwohner[3]
- 1894: 5 Einwohner[4]